# 迭部青稞酒
迭部青稞酒是甘肅迭部出产的一种低度白酒，其酒精度数约30至45度，源于当地民间原自酿自饮之青稞酒，迄今已有逾九百年历史。迭部青稞酒乃以白龙江以北的卡坝乡、 尼傲乡、桑坝乡、旺藏镇等地所产青稞为原料，经扬场淘洗、拌麯后发酵3至7日、入缸存贮数月、烤酒(蒸馏)等入选省级非物质文化遗产传统技艺所酿而成之酒。